# 犬吠站

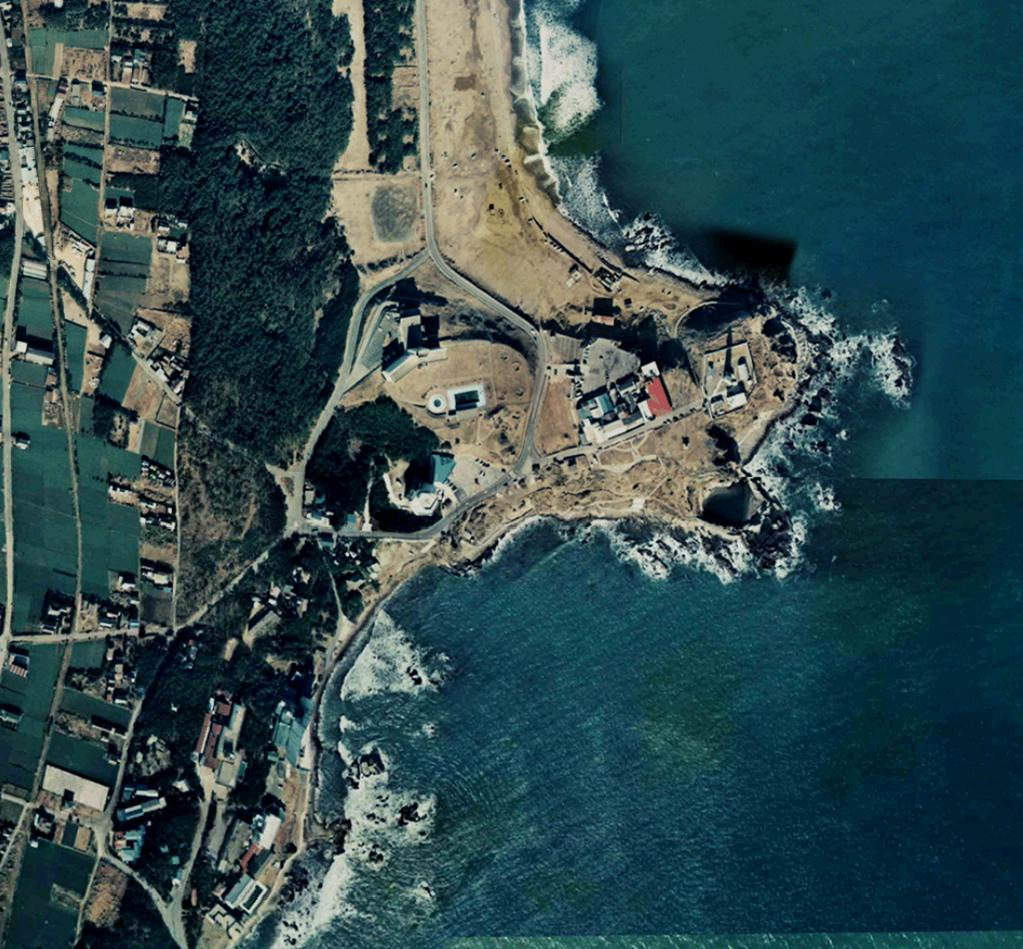
此站與犬吠埼附近的航空相片

犬吠站（日语：／ Inubou eki */?）是位於千葉縣銚子市犬吠埼，屬於銚子電氣鐵道的銚子電氣鐵道線車站。車站編號為CD09。此站被選為關東車站百選車站之一。

## 歷史
在此站名稱名為犬吠站前的前年，於燈台前至外川之間曾經設有（舊）犬吠站。現時該站還設有月台遺蹟。
沖繩旅遊取得此站的冠名權，此站的愛稱定為OTS犬吠埼溫泉（日语：犬吠埼温泉）。沖繩旅遊的廣告標語為「One Two Smile」，簡稱「OTS」，該簡稱與此站頭文字「犬」（狗）的叫聲（ワン）相近，而此站也鄰近犬吠埼溫泉因而成為愛稱一部分。
曾經已退役的DeHa501和前相模鐵道MoNi2022放置在站前廣場作展示，列車內為由非牟利團體營運的福祉咖啡店「電車餐廳咖啡廳·To·Egao」，由於車輛老化和受鹽害影響，車身開始遭到腐蝕，最後在2012年（平成24年）7月下旬解體。
- 1935年（昭和10年）8月14日 - 燈台前站啟用。
- 1942年（昭和17年） - 車站改名為犬吠站。
- 1990年（平成2年）12月 - 葡萄牙宮殿風格的車站大樓落成啟用[3]。
- 1995年（平成7年）9月 - 濕仙貝（日语：ぬれ煎餅）商店開業。
- 1997年（平成9年）10月14日 - 成為「關東車站百選」第一回選定車站。理由是「歐式風格的白色牆身和圖畫瓷磚的美麗車站」。
- 2007年（平成19年）8月4日 - 站前廣場設置了「貧窮的狗」像。
- 2012年（平成24年）7月下旬 - 於站前廣場放置的DeHa501和前相模鐵道MoNi2022退役車輛由於老化和受鹽害影響，使車身被腐蝕，因而被解體。
- 2013年（平成25年）- 車站大樓老化，因此進行了翻新工程。
- 2017年（平成29年）6月24日 - 在觀音站營業的鯛魚燒店遷移至此站

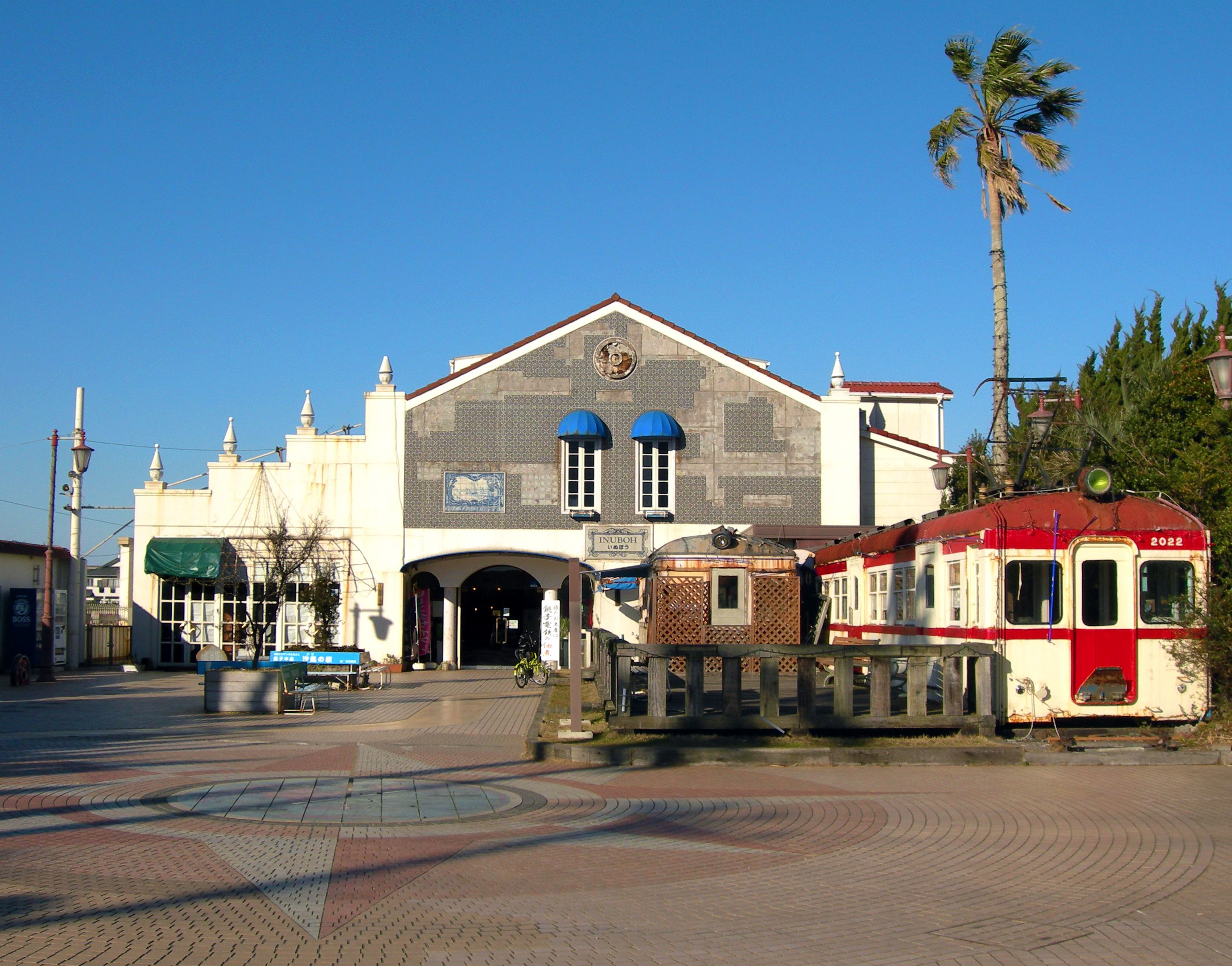
翻新前的車站大樓（2011年1月10日）
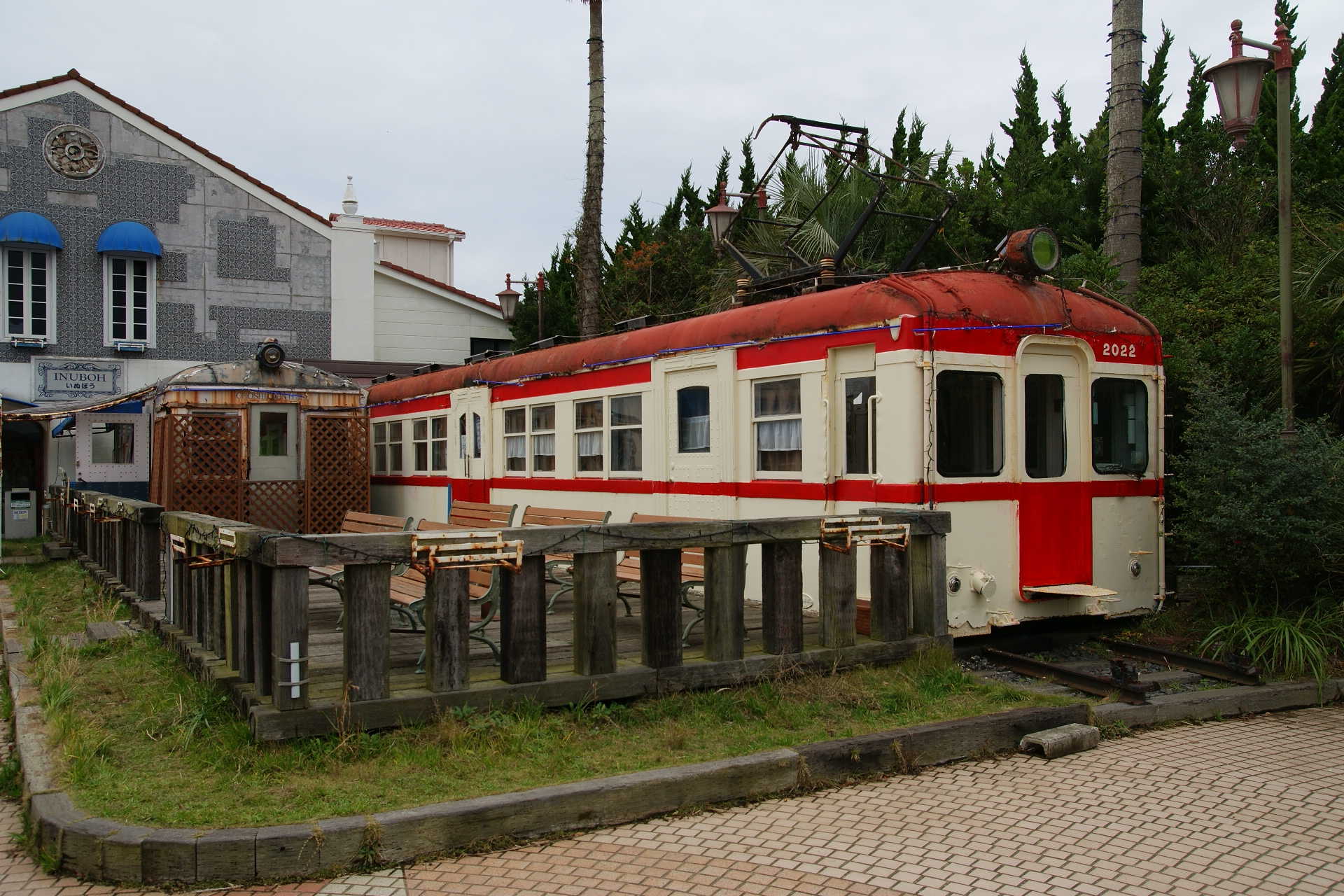
電車餐廳咖啡廳·To·Egao（2009年11月22日）
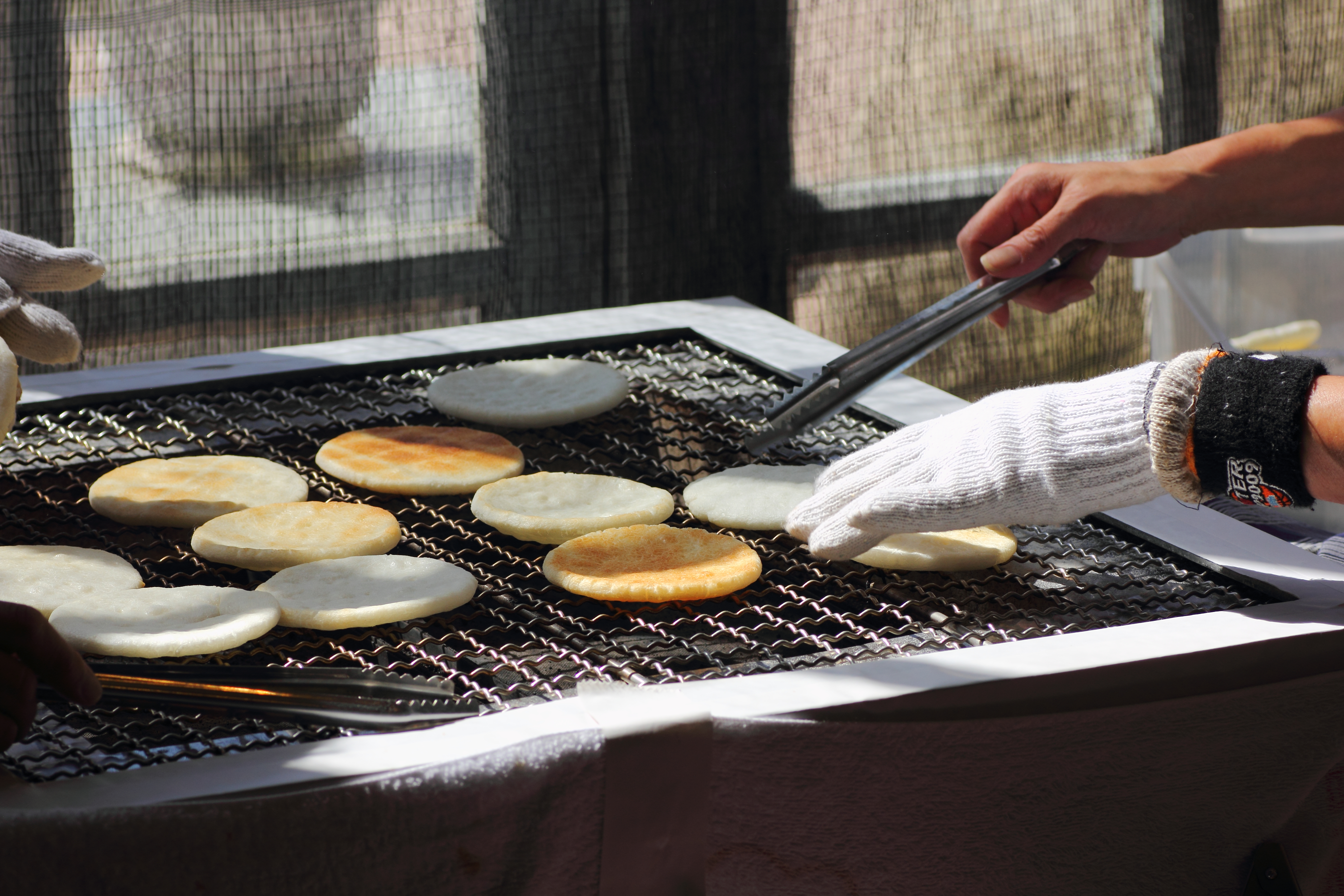
表演製作濕仙貝（日语：ぬれ煎餅）（2011年9月11日）

## 車站構造
此站是地面車站，設有1面1線的單式月台。為車站職員配置車站（在早上和晚間沒有職員當值）。在月台和車站大樓內設有自動販賣機、投幣式儲物櫃、廁所（男女分開的濕廁，設有多功能廁所）。站前設有8架車位的停車場。
- 在除夕至元旦，為了運送初日之出（日语：初日の出）參拜客前往犬吠埼，因此鐵路線會實施通宵運輸（日语：終夜運転），列車會行走於銚子站至此站之間，由於運送乘客需要，此站比其他銚子電氣鐵道線車站的月台較長。另外，月台靠近外川一方設有多客時期才開放的臨時檢票口，通常不會開放。
- 由於車站周邊是犬吠埼（日语：犬吠埼）等觀光地點，因此此站的車站大樓和站前廣場是銚子電氣鐵道線車站中最大者。可用作舉辦各種活動。在車站大樓內可購買銚子電氣鐵道各種鐵路產品，包括紀念車票、硬式入場票、車票、當地產品、車站便當和土產等。而站內可觀賞製作和購買「銚電之濕仙貝（日语：ぬれ煎餅）。因此有許多觀光客和鐵路迷會在此站遊覽。
- 車站大樓2樓設有鐵路攝影師中井精也的美術館「銚電相片館、中井精也畫廊」（09:00 - 17:00，全年無休，入場費150日圓[4]）。在1999年（平成11年）至2004年（平成16年），該處曾經是後藤純男美術館，隨後變成倉庫，直至2014年（平成26年）7月26日變成「銚電相片館、中井精也畫廊」。
- 上述已經提及，此站於1997年（平成9年）選定為關東車站百選第一回26座車站之一。但是，由於車站大樓老化，於2013年（平成25年）進行翻新工程，在工程中除了圖畫瓷磚的站名牌外均撤走。

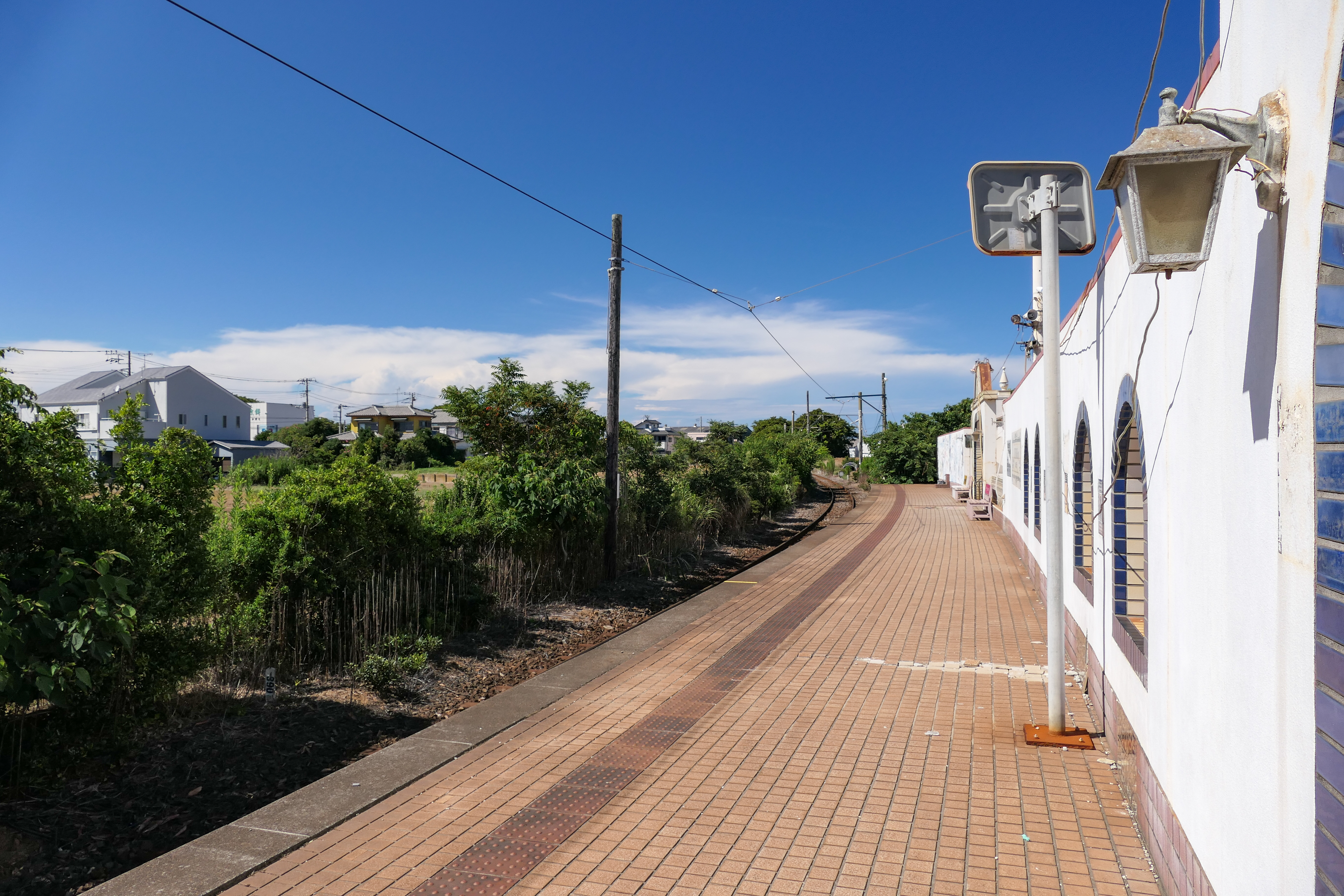
月台（2023年8月）
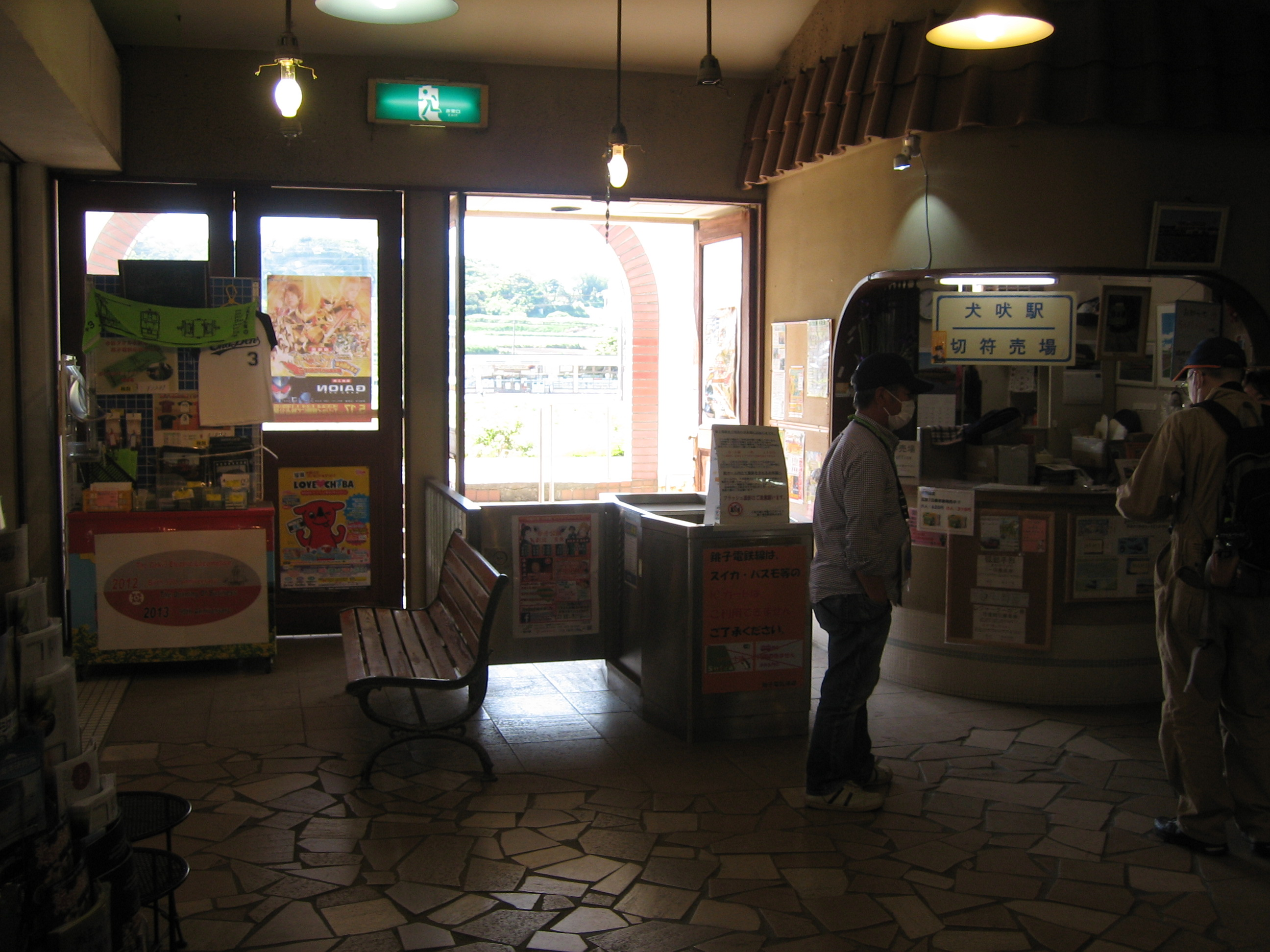
檢票口（2014年5月）

## 使用狀況
在2018年度1日平均乘車人次為114人，以下為乘車人次變化列表：
| 年度   | 一日平均 乗車人員 |
| ------ | ----------------- |
| 2007年 | 304               |
| 2008年 | 238               |
| 2009年 | 197               |
| 2010年 | 158               |
| 2011年 | 103               |
| 2012年 | 126               |
| 2013年 | 123               |
| 2014年 | 117               |
| 2015年 | 118               |
| 2016年 | 125               |
| 2017年 | 134               |
| 2018年 | 114               |

## 車站周邊

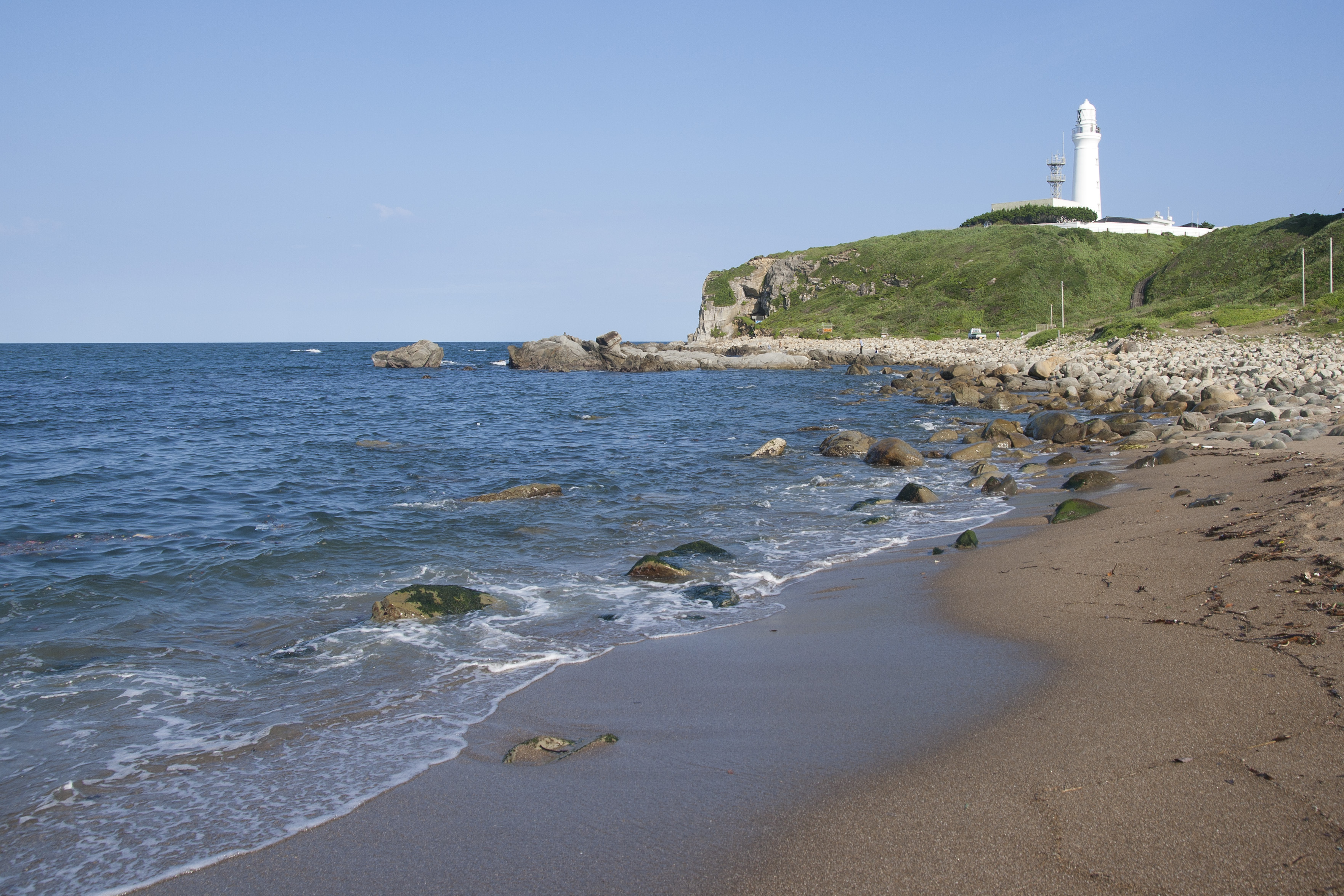
君濱和犬吠埼

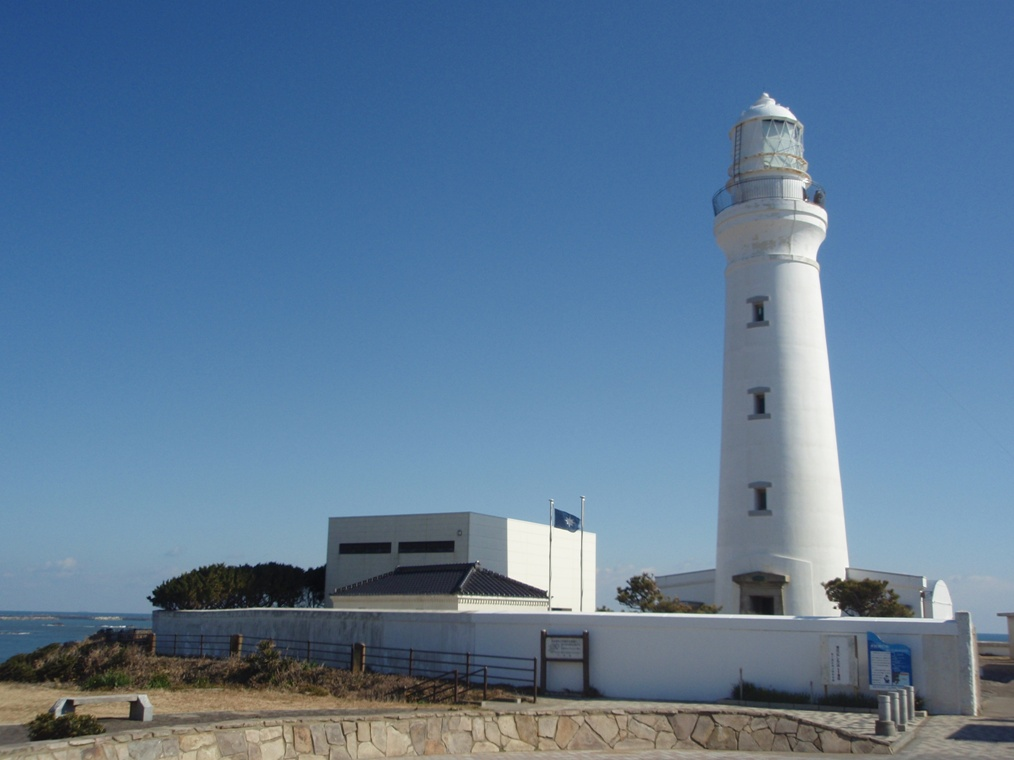
犬吠埼燈塔

此站附近為觀光勝地——犬吠埼。
- 千葉縣道244號外川港線（日语：千葉県道244号外川港線）
- 千葉縣道254號銚子公園線（日语：千葉県道254号銚子公園線）
- 千葉縣道286号愛宕山公園線（日语：千葉県道286号愛宕山公園線）
- 犬吠埼（日语：犬吠埼）
- 犬吠埼溫泉（日语：犬吠埼温泉）
  - 該處原本是為了犬吠埼觀光客而設有許多酒店，後來由於鑽探工程後湧出溫泉水，因此成為了一個溫泉鄉。該處可觀看海景和品嘗新鮮海鮮因此成為人氣地點。該處的溫泉設施可即日歸返。
- 犬吠埼燈塔（日语：犬吠埼灯台）
  - 從車站步行約15分鐘。為關東地方最東端。在海岬終端設設有燈塔，並被選為世界燈塔100選和日本燈塔50選，成為日本首屈一指的燈塔。成為参觀燈塔（日语：参観灯台）之一。在燈塔內設有觀景台和資料展示館（收費入場）。該處周邊設有行人路、文人（高濱虛子、尾張穗草和佐藤春夫）的石碑和餐廳。除了離島和高處外，該處為日本國內最早可看見初日之出的參拜場所，並因此而得名。在元旦早上有許多參拜客到訪。銚子電鐵為了運送參拜客，於除夕至元旦之間會實施通宵運輸。另外，東映的電影片頭「荒磯波」是於燈塔下拍攝。
- 君濱
  - 距離車站1公里。選定為日本海岸百選（日语：日本の渚百選）。被稱為關東舞子（日语：舞子公園）的白砂青松（日语：白砂青松）海岸。雖然潮騷公園有進行維護，但是由於海浪較高和海流複雜，因此該處不可以遊泳。れている。
- 看見地球球體之丘觀景台
  - 從車站步行約20分鐘。為銚子半島（日语：銚子半島）最高處，在愛宕山頂上設有收費觀景台。銚子電鐵的弧廻手形（一日乘車券（日语：一日乗車券））可獲得折扣優惠。在觀景台上可看見三面環海（太平洋）、銚子市區、屏風浦、風力發電的風車群、利根川河口和在農田中行走的銚子電鐵。在能見度較高的日子中，更可遠望富士山和筑波山。另外，鄰站該處設有日菲友愛之碑。
- 小畑池
- 滿願寺
  - 在1976年（昭和51年）建立。為坂東三十三箇所的第27號札所，飯沼觀音·圓福寺（日语：円福寺 (銚子市)）的奧之院。

## 巴士路線
| 乘車處         | 系統       | 主要途經                                  | 目的地 | 巴士公司   | 備註 |
| -------------- | ---------- | ----------------------------------------- | ------ | ---------- | ---- |
| 銚子電鐵犬吠站 | 岬觀光穿梭 | 犬吠埼燈塔入口、海鹿島、黑沼、港口塔Wosse | 銚子站 | 千葉交的士 |      |
| 銚子電鐵犬吠站 | 岬觀光穿梭 | 地球觀景台                                |        | 千葉交的士 |      |

## 相鄰車站
銚子電氣鐵道
■銚子電氣鐵道線
君濱（CD08）－犬吠（CD09）－外川（CD10）

## 注腳

### 統計資料
1. ↑  千葉縣統計年鑑（平成20年） （页面存档备份，存于）（日語）
2. ↑  千葉縣統計年鑑（平成21年） （页面存档备份，存于）（日語）
3. ↑  千葉縣統計年鑑（平成22年） （页面存档备份，存于）（日語）
4. ↑  千葉縣統計年鑑（平成23年） （页面存档备份，存于）（日語）
5. ↑  千葉縣統計年鑑（平成24年） （页面存档备份，存于）（日語）
6. ↑  千葉縣統計年鑑（平成25年） （页面存档备份，存于）（日語）
7. ↑  千葉縣統計年鑑（平成26年） （页面存档备份，存于）（日語）
8. ↑  千葉縣統計年鑑（平成27年） （页面存档备份，存于）（日語）
9. ↑  千葉縣統計年鑑（平成28年） （页面存档备份，存于）（日語）
10. ↑  千葉縣統計年鑑（平成29年） （页面存档备份，存于）（日語）
11. ↑  千葉縣統計年鑑（平成30年） （页面存档备份，存于）（日語）
12. ↑  千葉縣統計年鑑（令和元年） （页面存档备份，存于）（日語）

## 外部連結
- 銚子電鐵沿線指南 （页面存档备份，存于）（日語）